# Peter Cartriers
Peter Johan Cartriers, född 23 januari 1967, är en svensk regissör, filmproducent, musikproducent och kompositör.

## Regi i urval
- 1997 – Chock. I nöd och lust
- 1993 – Sökarna

## Producent i urval
- 1997 – Under ytan
- 1997 – Chock. Liftarflickan
- 1995 – 30:e november

## Musikproducent i urval
- Stephen Simmonds/Lisa Nilsson – "Tears Never Dry" – 1997
- Stephen Simmonds – "Album Alone" – 1997
- Tanya Stephens – "Album Sintoxicated" – 2001
- Peter Jöback med flera – "I'm gonna do it" – 2002
- Stephen Simmonds – "Album For Father" – 2003
- Dilba – "Miracle" – 2004
- Stephen Simmonds – "Where is my love" – 2004
- Blacknuss - "All Your Lovin" - 2006
- Sara Dawn Finer – "I Remember Love" – 2007
- Rebecca Malmborg – "Där verkligheten bor" – 2008
- Loreen - Heal- 2012